# Purpuricenus spectabilis
Purpuricenus spectabilis là một loài bọ cánh cứng trong họ Cerambycidae.